# سیارک ۱۹۴۱۹
سیارک ۱۹۴۱۹ (به انگلیسی: 19419 Pinkham، نامگذاری:1998FO49) نوزده هزار و چهارصد و نوزدهمین سیارک کشف شده‌است که در ۲۰ مارس ۱۹۹۸ کشف شد.
قدر مطلق سیارک برابر ۲۰.۴ است.